# Thống chế SS
Reichsführer-SS (tiếng Đức: [ˈʁaɪçsˌfyːʁɐ ˈɛs ˈɛs] ⓘ, dịch nguyên nghĩa: Lãnh đạo Đế chế SS), thường được các tài liệu Việt ngữ dịch là Thống chế SS, là một danh hiệu và cấp bậc đặc biệt tồn tại trong khoảng thời gian từ năm 1925 đến năm 1945 đối với chỉ huy của Schutzstaffel (SS). Reichsführer-SS được sử dụng như là một danh hiệu từ năm 1925 đến 1933 và trở thành cấp bậc cao nhất của SS từ năm 1934 đến năm 1945. Reichsführer-SS có thời gian tại nhiệm lâu nhất và đáng chú ý nhất là Heinrich Himmler.

## Khái lược
Danh hiệu Reichsführer được tạo ra lần đầu tiên vào năm 1926 bởi chỉ huy thứ hai của SS, Joseph Berchtold. Julius Schreck, người sáng lập SS và người kế nhiệm Berchtold, không bao giờ xưng là Reichsführer. Tuy nhiên, danh hiệu này đã được áp dụng hồi tố cho 2 người trong những năm sau đó. Năm 1929, Heinrich Himmler trở thành Reichsführer-SS và tự gọi mình bằng danh hiệu thay vì cấp bậc SS của ông ta bấy giờ là Obergruppenführer. Điều này đặt ra tiền lệ cho chỉ huy của lực lượng SS được gọi là Reichsführer-SS.
Trước đêm của những con dao dài, SS là một đơn vị tinh nhuệ của Sturmabteilung (SA), và Reichsführer-SS trực thuộc chỉ huy trưởng SA, Stabschef. Sau ngày 20 tháng 7 năm 1934, SS được công nhận trở thành một nhánh độc lập của Đảng Quốc xã, chỉ chịu trách nhiệm với Hitler, như một phần của động thái thanh trừng SA. Từ thời điểm đó, danh hiệu Reichsführer-SS đã trở thành một cấp bậc thực sự, và trên thực tế là cấp bậc cao nhất của SS. Với cấp bậc này, về danh nghĩa, Himmler có địa vị tương đương một Thống chế (Generalfeldmarschall) của Quân đội Đức Quốc xã. Khi vị trí và quyền lực của Himmler tăng lên ở Đức Quốc xã, thì cấp bậc của ông cũng tăng lên dần theo nghĩa "thực tế". Hơn nữa, không bao giờ có nhiều hơn một Reichsführer-SS trong cùng một thời điểm, vì vậy, thực tế Himmler giữ danh hiệu Reichsführer-SS từ năm 1929 (trở thành cấp bậc thực tế vào năm 1934) cho đến tận tháng 4 năm 1945.

## Vai trò
Ban đầu, danh hiệu và cấp bậc của Reichsführer-SS dùng cho người đứng đầu Allgemeine-SS. Trên cương vị này, Reichsführer là chỉ huy trực tiếp của SS-Oberabschnitt Führer; đến năm 1936, Reichsführer-SS là người đứng đầu của ba nhánh SS chính: Allgemeine-SS, SS-Verfügungstruppe (SS-VT) và SS-Totenkopfverbände (SS-TV).
Trong Thế chiến thứ hai, Reichsführer-SS có những quyền lực cá nhân hết sức to lớn. Chức vụ này chịu trách nhiệm toàn bộ về an ninh nội bộ trong Đức Quốc xã; là Tổng giám thị của các trại tập trung (thông qua Thanh tra Trại tập trung và SS-TV), và các đội tử thần cơ động Einsatzgruppen (thông qua RSHA). Theo thời gian, ảnh hưởng của chức vụ này đối với cả chính sách dân sự và đối ngoại đã được xác nhận, khi Reichsführer chỉ báo cáo trực tiếp với Hitler và mệnh lệnh từ Reichsführer được thi hành mà không bị kiểm tra hoặc giám sát. Điều này có nghĩa là Reichsführer có thể thực hiện chính sách rộng rãi, chẳng hạn như kế hoạch của Đức Quốc xã về diệt chủng hoặc tiêu diệt người Do Thái, hoặc ra lệnh cho các hành vi tội phạm như vụ giết người Stalag Luft III, mà không bị cản trở.
Kể từ ngày 20 tháng 4 năm 1934, Himmler ở vị trí Reichsführer-SS đã kiểm soát cả SD và Gestapo. Vào ngày 17 tháng 6 năm 1936, Himmler được mệnh danh là Tổng cảnh sát trưởng của Đức, qua đó đặt tất cả các cảnh sát mặc đồng phục (Orpo) và cảnh sát hình sự (Kripo) ở Đức dưới sự kiểm soát của mình. Trong vai trò này, về danh nghĩa Himmler là cấp dưới của Bộ trưởng Nội vụ, Wilhelm Frick. Với những quyền hạn này, có những tranh chấp về vai trò của Reichsführer và Bộ trưởng Nội vụ. Việc tranh chấp này chấm dứt vào năm 1943, khi Himmler được chính thức bổ nhiệm làm Bộ trưởng Nội vụ.

## Mối quan hệ với Waffen-SS
Reichsführer-SS được xác định trong hệ thống cấp bậc SS là cấp bậc cao nhất có thể có của Allgemeine-SS. Tuy nhiên, đối với Waffen-SS, mối tương quan lại biến chuyển từ xác định rõ ràng đến liên kết mơ hồ.
Waffen-SS ban đầu là một đơn vị SS vũ trang nhỏ gọi là SS-Verfügungstruppe, và trong những năm 1930, dưới sự chỉ huy của Himmler, tư cách là Reichsführer-SS. Tuy nhiên, tồn tại một số khía cạnh của SS vũ trang độc lập với quyền hạn của Reichsführer, VD như trong đơn vị vệ sĩ đặc biệt được gọi là SS-Leibstandarte. Mặc dù trên danh nghĩa, đơn vị này dưới quyền của Himmler, tuy nhiên Sepp Dietrich mới là chỉ huy thực sự và xử lý việc điều hành hàng ngày.
Waffen-SS cuối cùng đã phát triển từ ba trung đoàn lên hơn 38 sư đoàn và phục vụ cùng với Quân đội Đức, nhưng không bao giờ chính thức là một phần của nó. Trong Thế chiến thứ hai, quyền lực của Reichsführer-SS đối với Waffen-SS chủ yếu mang tính hành chính. Thực tế, Allgemeine-SS chỉ kiểm soát về các hoạt động cung ứng và hậu cần cho Waffen-SS. Himmler tuy có quyền hạn thành lập ra các sư đoàn Waffen-SS mới (hoặc những đơn vị chiến đấu SS nhỏ hơn), nhưng chủ yếu là việc thanh tra và trao huy chương cao cấp cho các sĩ quan của Waffen-SS.
Reichsführer-SS không bao giờ thực thi quyền hành trực tiếp đối với các đơn vị Waffen-SS cho đến khi kết thúc chiến tranh. Trong giai đoạn cuối chiến tranh, Himmler từng có thời gian ngắn chỉ huy các đơn vị Waffen-SS, nhưng với tư cách là Tư lệnh của Cụm tập đoàn quân chứ không phải là người đứng đầu SS. Các chỉ huy hàng đầu của Waffen-SS, chẳng hạn như Sepp Dietrich, Wilhelm Bittrich, và Matthias Kleinheisterkamp, luôn duy trì một sự dè bỉu nhất định đối với Himmler, mô tả ông ta là "ranh mãnh và bất ổn".

## Danh sách
Tổng cộng có năm người từng giữ danh hiệu Reichsführer-SS trong suốt 20 tồn tại. Ba người giữ danh hiệu của chức vụ trong khi hai người giữ cấp bậc SS thực tế.
| № | Hình                  | Reichsführer-SS              | Tại nhiệm                               | Ghi chú |
| - | --------------------- | ---------------------------- | --------------------------------------- | ------- |
| 1 | Tập tin:Schreckj.jpeg | Julius Schreck (1898-1936)   | 4 tháng 4, 1925 - 15 tháng 4, 1926      |         |
| 2 |                       | Joseph Berchtold (1897-1962) | 15 tháng 4 năm 1926 - 1 tháng 3, 1927   |         |
| 3 |                       | Erhard Heiden (1901-1933)    | 1 tháng 3 năm 1927 - 6 tháng 1, 1929    |         |
| 4 |                       | Heinrich Himmler (1900-1945) | 6 tháng 1 năm 1929 - 29 tháng 4, 1945   |         |
| 5 |                       | Karl Hanke (1903-1945)       | 29 tháng 4 năm 1945 - 8 tháng 6, 1945 † |         |

Hanke được bổ nhiệm làm lãnh đạo SS vào tháng 4 năm 1945, nhưng không được thông báo cho đến đầu tháng 5. Ông đã bị giết vào ngày 8 tháng 6 năm 1945, trong khi cố gắng trốn thoát khỏi một trại tù binh Séc. Các nhà sử học thường suy đoán rằng Reinhard Heydrich lẽ ra sẽ giữ cấp bậc trong trường hợp Himmler bị giết hoặc không giữ chức vụ đó trong Thế chiến thứ hai. Thực sự Heydrich thường được xem là người thừa kế của Himmler bởi các lãnh đạo SS cấp cao. Tuy nhiên, trong một phát biểu ngoại giao tại Ý vào năm 1941, Heydrich đã nói rằng ông không muốn tranh chấp với Himmler.